# Fenfältet

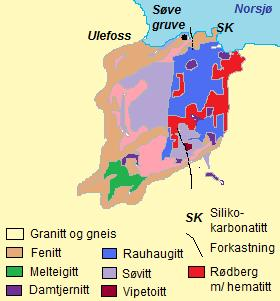
Detaljkarta över bergarter i Fenfältet

Områden med hög koncentration av torium är i rosa

Fenfältet är ett geologiskt område, omkring fem kilometer i diameter, söder om Norsjø i närheten av Ulefoss i Nome kommun i Telemark fylke i Norge.
Fenfältet har sitt ursprung i Fenvulkanen, som är en 580 miljoner år gammal kalkstensvulkan, och består av magmatiska bergarter. Vulkanen var en av flera som uppstod då paleolitikumkontinenten Baltika och tillstötande kontinenter bröts upp. Endast ett tvärsnitt av en enda tillförselgång till vulkanen är synlig, medan resten av vulkanen har eroderat ned. Fenfältet sträcker sig nedåt i marken nästan i cylinderform, och kristalliseringen skedde på två–tre kilometers djup. Genom ett explosivt uppstigande av magmatiska kalkstensbergarter (karbonatiter) omvandlades den ursprungliga gnejsen till bergarter i en grupp, som den norske geologen Waldemar Christopher Brøgger på 1920-talet benämnde feniter efter områdets namn. Denna "fenitisering" skedde i olika lager av lava från jordens mantel på 100 kilometers djup, varifrån lavan trängde uppåt och skapade ett flertsl magmatiska bergarter. Mot slutet av vulkanperioden sökte sig vatten in i karbonatiterna och oxiderade järninnehållet till röd hematit.

## Kalksten bildad som magmatisk bergart
Waldemar Christopher Brøgger framlade 1921 sin uppfattning att kalksten också kunde bildas som en magmatisk bergart, inte enbart som en sedimentär bergart. Han upptäckte ett antal dittills okända bergarter i Fenfältet, bland annat djup- och gångbergarter som karbonatiter, silikat-karbonatiter och nefelin-pyroksener. Han benämnde efter gårdsnamnen Søve, Melteig, Vipeto och Damtjern bergarterna sövit, melteigit, vipetoit och damtjernit, den sistnämnda med en struktur med stora flak av glimmer.
Brøggers uppfattning vann vid denna tid inte gehör bland geologer.

## Malmbrytning i Fenfältet
Mellan 1650 och 1927 utvanns järnhaltig dolomit, som förädlades i Ulefos Jernværk. Åren 1953–1963 bröts sövit och dolomit för sitt niobinnehåll i Søve gruver av det för ändamålet bildade statliga företaget A/S Norsk Bergverk.
Fenfältet har också uppmärksammats för potential för brytning av toriumhaltig malm.